# Distretto di Chala
Il distretto di Chala è uno dei tredici distretti della provincia di Caravelí, in Perù. Si trova nella regione di Arequipa e si estende su una superficie di 378,38 chilometri quadrati.

Istituito il 2 gennaio 1857, ha per capitale la città di Chala; al censimento 2005 contava 3.864 abitanti.